# Akita Hideyoshi
Hideyoshi Akita (sinh ngày 23 tháng 7 năm 1974) là một cầu thủ bóng đá người Nhật Bản.

## Sự nghiệp câu lạc bộ
Hideyoshi Akita đã từng chơi cho Nagoya Grampus Eight, Blaze Kumamoto, Nagoya SC, FC Kariya, Gainare Tottori và FC Gifu.